# Jag kämpar ensam
Jag kämpar ensam är en amerikansk film noir från 1947 i regi av Byron Haskin. Det var den första av flera filmer som gjordes där Burt Lancaster och Kirk Douglas spelade i huvudroller mot varandra.

## Handling
Frankie Madison släpps ur fängelse efter fjorton år där han suttit för alkoholsmuggling under förbudstiden. Han söker upp sin forne partner Noll Turner för att få sin del i en uppgörelse de slöt innan Frankie åkte fast där de skulle dela allt lika. Noll Turner har numera blivit en förmögen affärsman genom en framgångsrik nattklubb.

## Rollista
- Burt Lancaster - Frankie Madison
- Lizabeth Scott - Kay Lawrence
- Kirk Douglas - Noll Turner
- Wendell Corey - Dave
- Kristine Miller - Alexis
- Marc Lawrence - Nick Palestro
- Mike Mazurki - Dan